# Gaubertin
Gaubertin ist eine französische Gemeinde mit 251 Einwohnern (Stand 1. Januar 2022) im Département Loiret in der Region Centre-Val de Loire. Sie gehört zum Kanton Le Malesherbois und zum Arrondissement Pithiviers. 
Sie grenzt im Nordwesten an Givraines, im Norden an Boësses, im Nordosten an Beaumont-du-Gâtinais, im Südosten an Auxy, im Süden an Égry und im Südwesten an Barville-en-Gâtinais.

## Bevölkerungsentwicklung

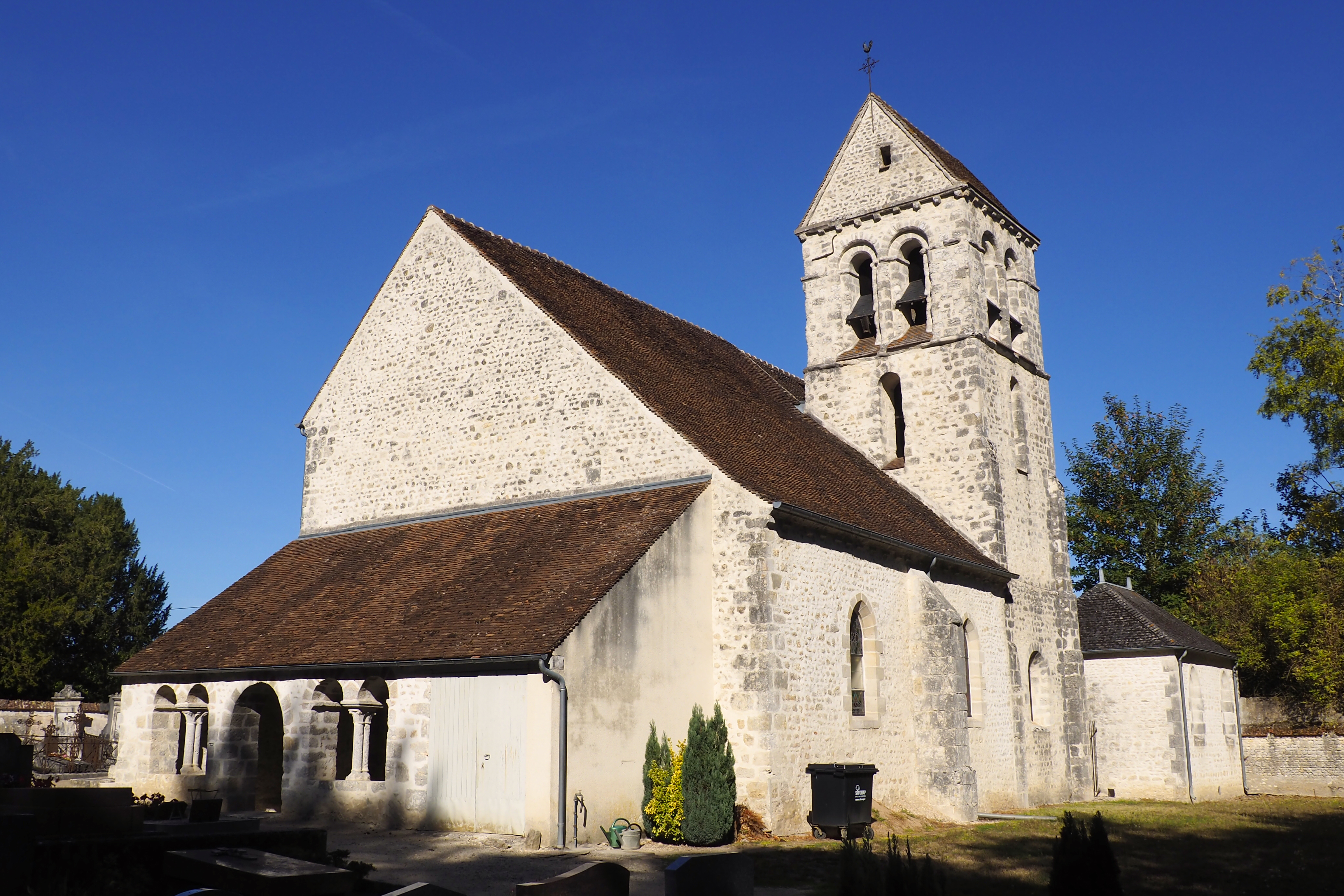
Kirche Saint-Aubin

| Jahr      | 1962 | 1968 | 1975 | 1982 | 1990 | 1999 | 2007 | 2018 |
| --------- | ---- | ---- | ---- | ---- | ---- | ---- | ---- | ---- |
| Einwohner | 229  | 227  | 174  | 143  | 174  | 194  | 263  | 254  |